# Dirty Harry går amok
Dirty Harry går amok (originaltitel Magnum Force) er en amerikansk actionfilm fra 1973. Det er den anden film i Dirty Harry-serien med Clint Eastwood i hovedrollen som politimanden Harry Callahan. Den første film, Dirty Harry, udkom i 1971, og Dirty Harry går amok blev efterfulgt af Dirty Harry renser ud i 1976 og senere Dirty Harry vender tilbage i 1983.
Ted Post, der også instruerede Eastwood i tv-serien Rawhide og filmen Hang 'Em High, var instruktør på filmen. Manuskriptet blev skrevet af John Milius (som også omskrev manuskript til den oprindelige Dirty Harry-film) og Michael Cimino. Filmen inkluderer tidlige optrædener fra David Soul, Tim Matheson og Robert Urich. Med en spilletid på 124 minutter og er den længste af Dirty Harry-filmene.

## Handling
En selvtægts-gruppe klædt i politiuniformer har begyndt at myrde San Franciscos mest kendte gangstere. En efter en får kæltringene som er undsluppet tiltale, den straf de fortjener. Harry Callahan (Clint Eastwood) bliver sat på sagen og desto nærmere han kommer løsningen, skønner han, at hans eget liv er i fare. Efterhånden viser det sig at finskytter i politiets rækker står bag drabene, men det stopper ikke her.
Callahan bruger som altid sin .44 Magnum revolver til at håndhæve loven.

## Medvirkende
- Clint Eastwood som SFPD Homicide Inspector Harry Callahan
- Hal Holbrook som SFPD Homicide Lt. Neil Briggs
- David Soul som SFPD Traffic Officer John Davis
- Tim Matheson som SFPD Traffic Officer Phil Sweet
- Kip Niven som SFPD Traffic Officer Alan "Red" Astrachan
- Robert Urich som SFPD Traffic Officer Mike Grimes
- Felton Perry som SFPD Stakeout Inspector Earlington "Early" Smith
- Mitch Ryan som SFPD Traffic Officer Charlie McCoy
- Margaret Avery som prostitueret
- Bob McClurg som taxachauffør
- John Mitchum som SFPD Stakeout Inspector Frank DiGiorgio
- Albert Popwell som alfons, J.J. Wilson
- Richard Devon som Carmine Ricca
- Christine White som Carol McCoy
- Tony Giorgio som Frank Palancio
- Suzanne Somers som pool-pige med en ny ring
- Jack Kosslyn som Walter
- Bob March som Estabrook
- Adele Yoshioka som Sunny

## Modtagelse
I åbningsweekenden indspillede Dirty Harry går amok for $6.871.011. I USA indspillede den for sammenlagt $44.680.473, hvilket gjorde den mere succesfuld end den første film og den sjettemest indbringende film i 1973.
New York Times kritikere som Nora Sayre kritiserede de modstridende moralske temaer i filmen, og Frank Rich mente at det "var det samme gamle materiale". Pauline Kael, der har været en hård kritiker af Eastwoods arbejde i mange år, hånede hans præstation som Dirty Harry, og kommenterede at "Han er ikke en skuespiller, så man kan dårligt kalde ham en skidt skuespiller. Han ville blive nødt til at gøre noget, før at vi kunne opfatte ham som dårlig til det. Og skuespil er ikke krævet af ham i Magnum Force". Rotten Tomatoes har samlet 20 anmeldelser og vurderet at 80% af dem var positive.